# ميكرون تكنولوجي

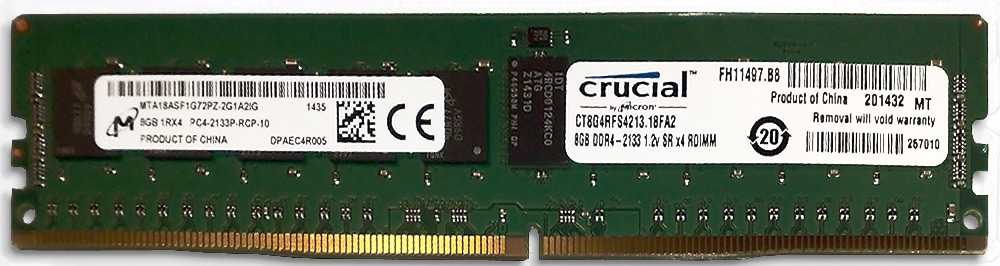
تتميز ذاكرة DDR4 RDIMM بشعار Micron (أقصى اليسار) وشعار Crucial (يمين الوسط).

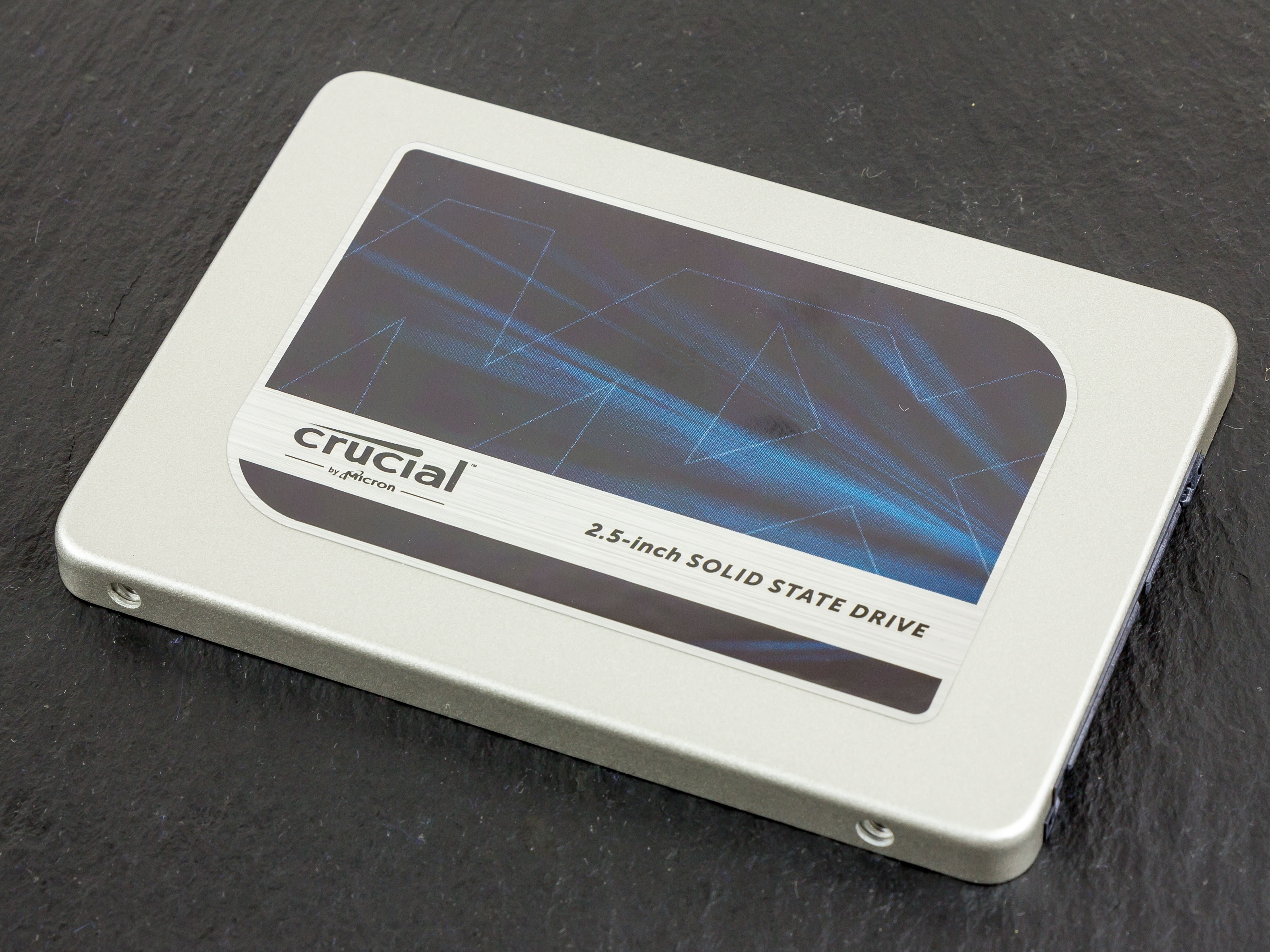
محرك أقراص مزود بذاكرة مصنوعة من مكونات صلبة سعة 525 جيجابايت ذو علامة تجارية حاسمة.

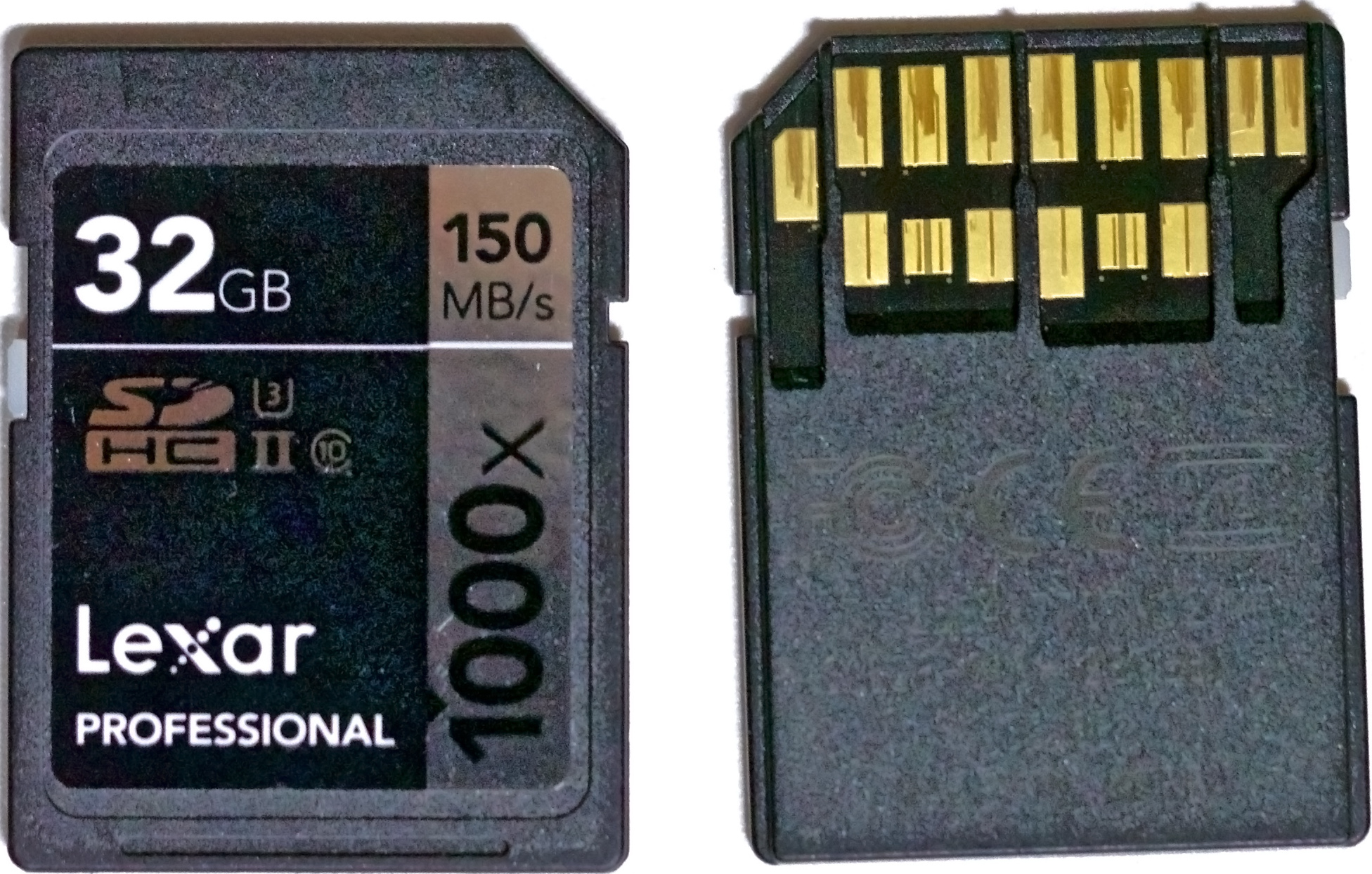
بطاقة ذاكرة Lexar SDXC UHS-II (أمامية وخلفية) تم تصنيعها بينما كانت الشركة مملوكة لشركة Micron.

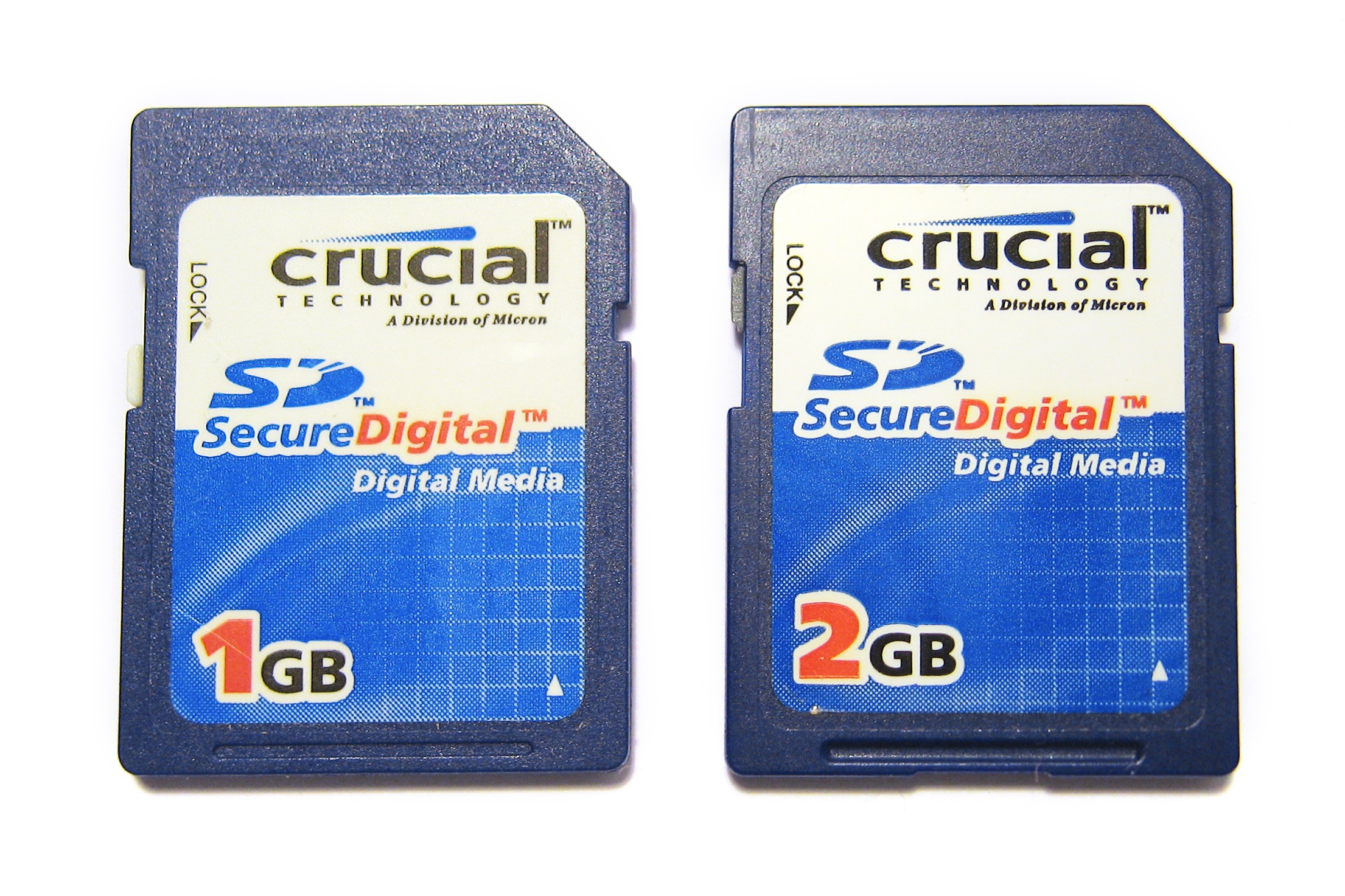
بطاقات ذاكرة SD ذات العلامات التجارية الحاسمة من عام 2007.

ميكرون تكنولوجي (بالإنجليزية: Micron Technology)‏ هي شركة أمريكية منتجة لذاكرة وتخزين بيانات الكمبيوتر بما في ذلك ذاكرة الوصول العشوائي الديناميكية وذاكرة الفلاش ومحركات أقراص USB المحمولة. يقع مقرها الرئيسي في بويز، ايداهو. يتم تسويق منتجاتها الاستهلاكية تحت العلامات التجارية باليستيكس. قامت شركة ميكرون وإنتل معًا بإنشاء تقنيات فلاش IM والتي تنتج ذاكرة وميضية. امتلكت شركة ليكسار بين عامي 2006 و2017.

## تاريخ
تأسست شركة ميكرون في بويز، أيداهو، في عام 1978  من قبل وارد باركنسون، وجو باركنسون، ودينيس ويلسون، ودوغ بيتمان كشركة استشارية لتصميم أشباه الموصلات. تم توفير تمويل بدء التشغيل من قبل رجال الأعمال المحليين في ولاية أيداهو، توم نيكلسون، وألين نوبل، ورودولف نيلسون، ورون يانكي. في وقت لاحق، تلقت تمويلًا من الملياردير أيداهو JR Simplot، الذي تم جني ثروته في تجارة البطاطس. في عام 1981، انتقلت الشركة من الاستشارات إلى التصنيع مع الانتهاء من أول وحدة تصنيع بسكويت الويفر ("Fab 1")، وإنتاج شرائح 64K DRAM.
في عام 1984، أصبحت الشركة عامة.
في عام 1994، تقاعد المؤسس جو باركنسون من منصب الرئيس التنفيذي وتولى ستيف أبليتون منصب رئيس مجلس الإدارة والرئيس والمدير التنفيذي.
أدى الاندماج ثلاثي الاتجاهات عام 1996 بين ZEOS International و Micron Computer و Micron Custom Manufacturing Services (MCMS) إلى زيادة حجم الشركة ونطاقها ؛  تبع ذلك بسرعة مع الاستحواذ على NetFrame Systems عام 1997، في محاولة لدخول صناعة الخوادم متوسطة المدى.

### القرن الحادي والعشرين
في عام 2000، بدأ غوريتج ساندو ‏ و Trung T. Doan في شركة ميكرون في تطوير أفلام عالية الجودة لترسيب الطبقة الذرية لأجهزة ذاكرة DRAM . ساعد هذا في دفع التنفيذ الفعال من حيث التكلفة لذاكرة أشباه الموصلات، بدءًا من 90 نانومتر عقدة DRAM. كان غوريتج ساندو أيضًا رائدًا في النمط المزدوج للنمط في ميكرون خلال العقد الأول من القرن الحادي والعشرين، مما أدى إلى تطوير ذاكرة فلاش NAND من فئة 30 نانومتر، ومنذ ذلك الحين تم اعتمادها على نطاق واسع من قبل مصنعي NAND flash و RAM في جميع أنحاء العالم. أنشأت شركة Micron و Intel مشروعًا مشتركًا في عام 2005، يقع مقره في IM Flash Technologies في ليهي، يوتا. شكلت الشركتان مشروعًا مشتركًا آخر في عام 2011، IM Flash Singapore، في سنغافورة. في عام 2012، أصبحت شركة ميكرون المالك الوحيد لهذا المشروع المشترك الثاني.
في عام 2006، استحوذت شركة ميكرون على شركة ليكسار، وهي شركة أمريكية لتصنيع منتجات الوسائط الرقمية.
غيرت الشركة قيادتها مرة أخرى في يونيو 2007 حيث أصبح الرئيس التنفيذي للعمليات مارك دوركان رئيسًا.
في عام 2008، قامت شركة ميكرون بتحويل قالب رقاقة Avezzano ، الذي كان سابقًا أحد إصدارات شركة Texas Instruments DRAM، إلى منشأة إنتاج لمستشعرات الصور CMOS التي تبيعها Aptina Imaging .
في عام 2008 ، انفصلت شركة ميكرون عن شركة Aptina Imaging، التي استحوذت عليها شركة ON Semiconductor في عام 2014. احتفظ ميكرون بحصة في التدبير المنفصل. عانت الشركة الأساسية من نكسات ، مع ذلك، تطلبت تسريح 15٪ من قوتها العاملة في أكتوبر 2008، وخلال تلك الفترة أعلنت الشركة أيضًا عن شراء حصة Qimonda البالغة 35.6٪ في Inotera Memories مقابل 400 مليون دولار. استمر اتجاه تسريح العمال والاستحواذ في عام 2009 مع إنهاء 2000 موظف إضافي، والاستحواذ على شركة Displaytech للعرض المصغر FLCOS. وافقت شركة ميكرون على شراء شركة Numonyx لصناعة الرقائق الفلاش مقابل 1.27 مليار دولار من المخزون في فبراير 2010.
في 3 فبراير 2012، توفي الرئيس التنفيذي، ستيف أبليتون، في حادث تحطم طائرة صغيرة في لانكاير في بويز، أيداهو. استبدل مارك دوركان أبليتون كرئيس تنفيذي بعد ذلك بوقت قصير، وألغى لقبه السابق كرئيس.
في عام 2013، تم بيع قطعة تصنيع رقائق Avezzano لشركة LFoundry.
في الفترة 2012-2014، مر ميكرون مرة أخرى بدورة الاستحواذ والتسريح، ليصبح المساهم الأكبر في Inotera Memories، حيث اشترى Elpida Memory  مقابل 2 مليار دولار والأسهم المتبقية في Rexchip، وهو مشروع تصنيع شرائح ذاكرة الكمبيوتر بين Powerchip و Elpida Memory مقابل 334 مليون دولار، أثناء إعلانها عن خطط لتسريح ما يقرب من 3000 عامل. من خلال الاستحواذ على Elpida، أصبحت Micron موردًا رئيسيًا لشركة أبل لأجهزة أيفون وآي باد.
في ديسمبر 2016، أنهت ميكرون الاستحواذ على 67٪ المتبقية من Inotera، مما يجعلها 100٪ شركة تابعة لشركة ميكرون.
في أبريل 2017، أعلنت ميكرون عن سانجاي ميهروترا كرئيس ومدير تنفيذي جديد ليحل محل مارك دوركان.
في يونيو 2017، أعلنت ميكرون أنها ستتوقف عن أعمال تخزين الوسائط القابلة للإزالة للبيع بالتجزئة في Lexar وطرح بعضها أو جميعها للبيع. في أغسطس من ذلك العام، تم الاستحواذ على العلامة التجارية Lexar بواسطة Longsys، وهي شركة ذاكرة فلاش مقرها في شنجن، الصين.
في 5 ديسمبر 2017، رفعت ميكرون دعوى على منافسيها United Microelectronics Corporation و Fujian Jinhua Integrated Circuit Co. (JHICC) في محكمة مقاطعة الولايات المتحدة للمنطقة الشمالية من كاليفورنيا، بدعوى انتهاك براءات اختراع DRAM وحقوق الملكية الفكرية الخاصة بها.
في مايو 2018، أطلقت شركة ميكرون للتكنولوجيا وإنتل ذاكرة QLC NAND لزيادة كثافة التخزين. احتلت الشركة المرتبة 150 في قائمة فورتشين 500 لأكبر الشركات الأمريكية من حيث الإيرادات.
في فبراير 2019، أعلنت شركة ميكرون عن أول بطاقة microSD بسعة تخزين 1 تيرابايت.
اعتبارًا من مارس 2020، يعد 3.84 تيرابايت ميكرون 5210 أيون أرخص محرك أقراص ذي سعة كبيرة في العالم.
في سبتمبر 2020، قدمت الشركة أسرع حل للذاكرة الرسومية المنفصلة في العالم. من خلال العمل مع شركة نيفيدا الرائدة في تكنولوجيا الحوسبة ، طرحت شركة Micron GDDR6X لأول مرة في وحدات معالجة الرسومات NVIDIA® GeForce RTX ™ 3090 و GeForce RTX 3080 الجديدة (وحدات معالجة الرسومات).

## وصلات خارجية
- الموقع الرسمي